# Tenuipalpus lucumae
Tenuipalpus lucumae är en spindeldjursart som beskrevs av De Leon 1957. Tenuipalpus lucumae ingår i släktet Tenuipalpus och familjen Tenuipalpidae. Inga underarter finns listade i Catalogue of Life.